# 武恵妃
武恵妃（ぶけいひ、690年代? - 開元25年12月7日（738年1月1日））は、唐代玄宗朝に仕えた皇妃。姓は武、名は伝わっていない。恵妃は皇妃としての順位を表す称号である。玄宗の寵愛を得、皇子の寿王李瑁を皇太子にしようと運動したが、失敗した。『旧唐書』では貞順皇后武氏、『新唐書』では貞順武皇后で立伝されている。

## 生涯
武則天の伯父の武士譲の孫の武攸止（武懐運（名は弘度）の子）と妻の楊氏の娘。彼女の祖父が則天のいとこに当たる。武攸止の死後、幼くして後宮に入った。玄宗の即位後、寵愛を得た。当時、他に寵愛を得ていた者に、趙麗妃、皇甫徳儀、劉才人らがいたが、彼女らの寵愛が薄れた後は武恵妃が独占したと伝えられる。
開元年間の初めに2人の男子、1人の女子を産んだが、幼児期に夭折し、玄宗は悼んでいた。そのため、寿王李瑁は宮中で育てず、寧王李憲に命じて宮中の外で育てさせた。その後、盛王李琦と咸宜公主と太華公主を産んだ。
開元12年（724年）、皇后であった王氏が廃された後は、恵妃の地位を与えられ、宮中でも扱いは皇后に対するものと同等とされた。母の楊氏は鄭国夫人に封じられ、弟の武忠は国子祭酒に、武信は秘書監に昇進した。
開元14年（726年）、玄宗は武恵妃を皇后にしようとした。しかし、御史の潘好礼から「武一族は陛下の不倶戴天の仇であり、また張説が立后の功を立てて、宰相になろうと噂されている現状です。さらに、太子の李瑛（趙麗妃の子）が危険にさらされます。」と反対に遭い、取りやめたと伝えられる。なお、この年に趙麗妃も死去している。
その後、李林甫からの運動を受けて、彼を抜擢した。そのため、李林甫は宰相にまで昇進した。
開元24年（736年）、武恵妃は、太子李瑛と鄂王李瑶（皇甫徳儀の子）、光王李琚（劉才人の子）を、自身に対する恨み言を言っていたとして玄宗に訴えた。李林甫は武恵妃の意を受け、李瑁（妃は楊玉環）を太子にするために、朝廷において工作をおこなった。
開元25年（737年）、李瑛ら3名は廃された上、自殺を命じられた。しかし、李瑁が太子に立てられないまま、武恵妃は12月7日に死去した。40余歳であった。玄宗はこれを悼んで皇后に追封し、長安に立廟した。死後に貞順皇后と諡され、その墓は敬陵と称されたが、大喪の礼はなかった。
最終的に、太子には李璵（粛宗、楊氏の子）が立てられた。粛宗の治世から、宗廟に祀ることはなかった。

## 子女
- 夏悼王
- 懐哀王
- 上仙公主
- 李瑁（寿王）
- 李琦（盛王）
- 咸宜公主
- 太華公主

## 貞順皇后敬陵
武恵妃の墓である敬陵は、2004年に盗掘され、幅4メートル、27トンの石槨が盗難にあった。香港を経てアメリカに流出したが、2011年に返還され、陝西歴史博物館に所蔵された。その詳細は『皇后的天堂』に詳しい。宮殿を模した外棺は、高さ約2.45メートル、幅約2.58メートル、長さ約3.99メートルあり、今のところ保存状態が最もよく、大きさも最大で、人物画や山水画、花鳥画など、絵画的な価値も非常に大きい。

## 伝記資料
- 『旧唐書』巻五十一 列伝第一「后妃上・玄宗貞順皇后武氏伝」
- 『新唐書』巻七十六 列伝第一「后妃上・玄宗貞順武皇后伝」
- 『資治通鑑』
- 『貞順皇后哀冊文』